# Georg Fröhlich (Richter)
Georg Fröhlich (* 20. März 1884 in Kattowitz; † 5. Juni 1971 in Bühlertal) war ein deutscher Verfassungsrichter.

## Leben
Fröhlich studierte an den Universitäten Freiburg und Breslau und konnte dieses Studium 1905 erfolgreich mit einer Promotion abschließen. 
Nach dem Ersten Weltkrieg, den er als Soldat erlebte, ernannte man Fröhlich 1918/19 zum Mitglied der Kommission für Reichsentschädigung in Berlin. 1923 wechselte er dann als Referent ans Reichswirtschaftsgericht und arbeitete dort erfolgreich u. a. mit Max von der Porten und Kurt Zweigert zusammen. Parallel dazu fungierte Fröhlich in dieser Zeit für verschiedene Aktiengesellschaften als juristischer Beirat und Gutachter. 
Anfang 1939 ging Fröhlich ins Exil und ließ sich in Vaals nieder. Mit Unterstützung der niederländischen Widerstandsbewegung konnte er sich bis Kriegsende 1945 in Holland verstecken. Anschließend kehrte er nach Deutschland zurück und wurde zum Hilfsrichter berufen. 
In rascher Folge führte ihn seine Karriere zum Oberlandesgerichtsrat und Senatspräsidenten in Hamm. 1949 berief man Fröhlich zum Präsidenten des Oberlandesgerichts Hamm. Aufgrund seiner Wahl durch den Bundesrat war er vom 7. September 1951 bis zum 31. August 1956 Richters des Bundesverfassungsgerichts in dessen zweitem Senat; am 7. Oktober 1955 war er wiedergewählt worden. Als Fröhlich 1956 in Pension ging, wurde der Richter Hans Kutscher zu seinem Nachfolger berufen.

## Ehrungen
- 1956: Großes Verdienstkreuz mit Stern der Bundesrepublik Deutschland